# Maximos Bekännaren

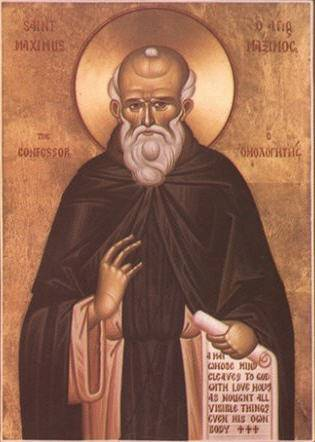
Maximos Bekännaren (Maximus Confessor)

Maximos Bekännaren, på latin Maximus Confessor, var en grekisk teolog och asket. Han föddes omkring 580 i en välbärgad familj och tjänstgjorde en period som förste sekreterare åt den bysantinske kejsaren. Omkring år 614 övergav han sin världsliga karriär och blev munk. Maximos Bekännaren var motståndare till monoteletismen, läran att Kristus endast hade en, gudomlig vilja. Ett viktigt inslag i hans lära är att historiens syfte är Guds inkarnation och mänsklighetens gudomliggörande genom återställandet av Guds rike. Hans motstånd mot monoteletismen och hans sympatier för den västliga kyrkan gjorde att han kom i konflikt med den bysantinske kejsaren. Han bestraffades med landsförvisning samt amputation av tungan och den högra handen. Han avled år 662. Maximos lära om Kristi två viljor godkändes som officiell kyrkolära vid tredje konciliet i Konstantinopel 680–681.
Maximos Bekännaren räknas som en av kyrkofäderna och har en framstående position inom såväl katolska som ortodoxa kyrkan. I både den katolska och den ortodoxa kyrkan räknas han till helgonen med minnesdag den 13 augusti.